# Paul Brydon
Paul David Brydon (* 8. Dezember 1951 in Christchurch) ist ein ehemaliger neuseeländischer Radrennfahrer.

## Sportliche Laufbahn
Brydon war im Bahnradsport und im Straßenradsport aktiv. Er war Teilnehmer der Olympischen Sommerspiele 1972 in München. Beim Sieg von Hennie Kuiper im olympischen Straßenrennen belegte er den 50. Platz. In der Mannschaftsverfolgung schied Neuseeland mit Paul Brydon, Neil Lyster, John Dean und Blair Stockwell in der Qualifikation aus.
Er gewann 1974 die Bronzemedaille für Neuseeland bei den Commonwealth Games in der Mannschaftsverfolgung. In Europa war er mit der neuseeländischen Nationalmannschaft 1973 im Milk Race und in der Tour of Scotland am Start. Im Etappenrennen Dulux Tour Six Day kam er beim Sieg von Vern Hanaray auf den 3. Platz. 